# Curumim (álbum)
Curumim é o quinto álbum de estúdio de Mara Maravilha. Adotando o tema ecológico, o álbum contou novamente com produção de Arnaldo Saccomani e composições de Guilherme Arantes, Robertinho do Recife e Roberta Miranda.

## Desenvolvimento e lançamento
Descendente de povos originários, Mara diz que sempre teve desejo de trabalhar com indígenas. A canção "Curumim Iê Iê" foi escolhida como primeira faixa de trabalho do disco e teve videoclipe gravado em uma reserva ecológica em Petrópolis, Rio de Janeiro. Na filmagem, Mara contracenou com atores descendentes de indígenas. Utilizando o slogan: "um ano ecológico merece um eco Maravilha", a cantora anunciou o lançamento do seu disco ressaltando a abordagem ecológica do projeto.

## Turnês
Inicialmente, Mara desenvolveu o concerto "Obrigada Rio" com apresentações exclusivas na extinta casa de shows Scala tendo como base o álbum Curumim. Com o sucesso do concerto, Mara entrou em turnê nacional com o concerto "Obrigada Brasil" com direção artística de Arnaldo Saccomani.

## Desempenho comercial
Na semana de 13 de dezembro de 1991, Curumim entrou na lista de discos mais vendidos publicada pelo Jornal do Brasil. No especial de Natal de 1991 do programa Show Maravilha, a cantora recebe a placa de certificação de ouro por 100 mil cópias vendidas. Em fevereiro de 1992, Curumim tinha 150 mil cópias vendidas reportadas. Segundo o jornal O Dia, em agosto de 1992, Curumim acumulava vendas superiores a 250 mil unidades.

## Tabelas
| Tabela semanal (1991) | Melhor Posição |
| --------------------- | -------------- |
| Brasil (Nopem)        | 9              |

| Tabela anual (1991) | Melhor Posição |
| ------------------- | -------------- |
| Brasil (Nopem)      | 19             |